# Pablo Sidar Escobar
Pablo Sidar Escobar (originalmente registrado como Pablo Sidar Puras, Zaragoza, España, 1897 - Limon, Costa Rica, 11 de mayo de 1930) fue un piloto aviador mexicano que afirmaba haber nacido en Ramos Arizpe, Coahuila, participante en varias batallas (la rebelión delahuertista, la rebelión escobarista, rebelión yaqui, Guerra Cristera), célebre primero por sus hazañas como acróbata aéreo y luego por sus vuelos a América del Sur. Falleció junto con Carlos Rovirosa en el intento de un vuelo sin escalas que partió de Oaxaca, México, que pretendía llegar a Buenos Aires, Argentina (tendría una duración de 40 horas y cubriría una distancia de 8 000 km), y que finalmente terminó en Playa Cieneguitas, Costa Rica.

## Estudios y campañas militares
Piloto aviador mexicano, ingresó a la Fuerza Aérea Mexicana en 1920 después de haber servido con distinción como oficial de Caballería en la Revolución. Se convirtió en veterano de las campañas contra fuerzas insurrectas de Adolfo de la Huerta (1924), el levantamiento de los Indios Yaqui (1926-1927), Guerra Cristera (1926-1929), las rebeliones del general Arnulfo Gómez (1927) y la del general José Gonzalo Escobar (1929). 

## Acróbata aéreo
Sidar se ganó el apodo de «El Loco» en sus tiempos de acróbata aéreo, junto a Roberto Fierro y José Fonseca, en 1925, por lo que se enorgullecía de ser el famoso Pablo «Loco» Sidar y de ahí el que firmara y se le conociera como Pablo L. Sidar.
Sidar tenía el deseo de unir Latinoamérica con un gran vuelo de buena voluntad, pues sabía que el avión, más allá de ser una poderosa arma, era el abrazo que hacía falta para acercar los corazones de los pueblos hermanos.

## Vuelos a América del Sur
Con todos los medios a su alcance, consiguió que la Secretaría de Guerra y Marina le autorizara el empleo de un avión biplano militar Douglas O-2M al que bautizó Ejército Mexicano y con el cual el 29 de agosto de 1929 emprendió la aventura de viajar desde la Ciudad de México por Centro, Sudamérica y el Caribe. Sidar realizó este vuelo acompañado por el virtuoso mecánico Arnulfo Cortez.
Los honores que recibió el coronel Pablo Sidar tras la conclusión de tan sensacional aventura fueron de magnitud nunca vista en México, muestras de cariño popular y de tan alto nivel como lo fueron las recepciones de que gozó en cada país visitado, pero su espíritu de aventura no fue mitigado; aun habiendo sido nombrado comandante del Primer Regimiento Aéreo, su mente volaba ya hacia una mayor y más difícil conquista, el reto casi fantástico para la época, de un vuelo sin escalas entre las repúblicas de México y Argentina.

## Muerte

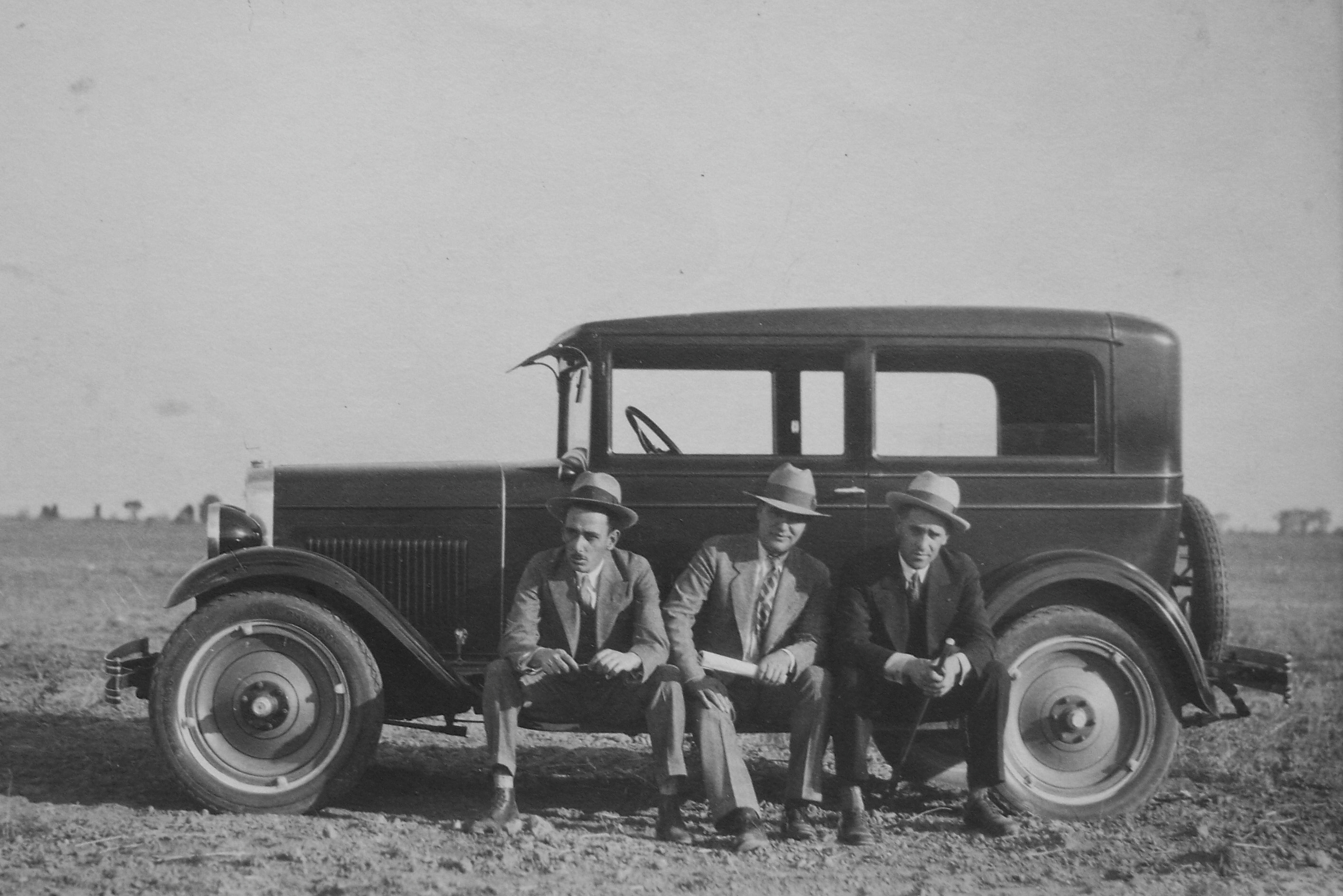
Arnulfo Cortez, Pablo Sidar y Luis Farell Cubillas. México, 1929.

El Departamento de Aeronáutica seleccionó un raro avión Emsco B3 con motor Wasp C que el propio Sidar recogió en la fábrica en California, Estados Unidos, y fue bautizado Morelos. En compañía del joven teniente Carlos Rovirosa Pérez, el viaje se inició en Santiago Niltepec, Oaxaca el 11 de mayo de 1930 y esperaba realizar 40 horas de vuelo sin escalas. Sobre la ciudad de Limón, en el Caribe costarricense se presentó una severa tormenta en la que el avión quedó destruido y con la que sus tripulantes perdieron la vida.
El cuerpo del coronel Sidar fue repatriado a México, y por orden del presidente Pascual Ortiz Rubio se depositó en la Rotonda de las Personas Ilustres de la Ciudad de México.

## Identidad
El historiador Manuel Ruiz Romero reporta haber encontrado documentos convincentes oficiales que revelan que Pablo Sidar nació en España y que, después de la muerte de su padre y a la edad de 12 años, inmigró con su primo a México en 1910. Su nombre fue registrado en el puerto de Veracruz como Pablo Sidar Puras.

## Aviadores compañeros de armas
| - Rafael Montero Ramos - Luis Farell Cubillas - Ismael Aduna - Ralph O'Neill - Rafael Ponce de León - Alfredo Lezema Álvarez - Roberto Fierro Villalobos - Emilio Carranza - Eliseo Martín del Campo - Guillermo Monroy - Manuel Solís - Julián Nava Salinas | - Francisco Espejel - Alberto Vieytez - Ricardo Díaz Gonzáles - Luis Rojas - Luis Boyer - Arturo Jiménez Nieto - Antonio Cárdenas Rodríguez - Carlos Rovirosa - Rodolfo Torres Rico - Manuel Robles Monterrubio - Gustavo León González - Alfonso Cruz Rivera |